# Роман Майборода. "Обличчя України"
«Роман Майборода. „Обличчя України“» — український документальний фільм про Романа Майбороду.

## Інформація про фільм
Баритон, який чарував своїм тембром, і звучав на багатьох провідних сценах світу. Роман Майборода — син Георгія Майбороди, автора більшості українських класичних оперних вистав, — тож увага музичних критиків була прикута до нього з дитинства.
Він від народження був серед музики. Син композитора опер «Арсенал» і «Ярослав Мудрий». Племінник автора пісні «Рушник», яку співали від Сахаліну до Карпат. Прізвище братів Майбород гриміло на музичному олімпі СРСР.
Та попри на те, що жив Роман Майборода серед музики, вчитися на співака йому категорично забороняли. Його знатна рідня — обрала для юнака інший шлях — диригента. Як би не хотілося, та вокального таланту в Романа не було. Двері Київської консерваторії виявилися зачиненими для нащадка видатного прізвища. На вокальний факультет Роман Майборода вступав чотири рази.
Зараз йому майже 70. Та глядачі все ще стоячи аплодують його таланту. Він здобув це наперекір долі. Але співає для публіки тепер зрідка — Роман Майборода не хоче боротися з часом. Каже, ліпше піти зі сцени на рік раніше, ніж на годину пізніше.